# 伊戈爾·科羅博夫
伊戈爾·瓦連京諾維奇·科羅博夫（俄语：Игорь Валентинович Коробов，1956年8月3日—2018年11月21日），俄罗斯軍事情報總局（格魯烏）局長、上将军衔。

## 早年
伊戈尔 ·科罗博夫於1956年8月3日在斯摩棱斯克州維亞濟馬出生。1977年，科羅博夫以优异的成绩毕业于北高加索軍區的斯塔夫罗波尔高等軍方飛行員及領航員航空学校，成为苏联空军的一名军官。

## 职业生涯
科罗博夫曾經担任战略情报局局長（Upravlenie strategicheskoi razvedky）。2016年1月，時任情報總局局長伊戈尔·谢尔贡突然去世，科罗博夫被總統普京任命接替。
2016年12月29日，美国财政部以「利用網絡進行影響美國國安的惡意活動」為由制裁多人，包括科罗博夫。尽管如此，他还是在2018年1月底和其他俄罗斯高级安全官员一起正式访问了美国。科罗博夫亦被指控為干預美國總統選舉、盜取化武監察組織資料、和英國梳士巴利毒劑襲擊的幕後主謀。
俄罗斯官方媒體引述國防部的消息：科罗博夫在2018年11月21日因長期患重病而去世，終年62歲。科羅博夫成為繼伊戈尔·谢尔贡後第二位任內逝世的情報總局局長。

## 外部鏈結
维基共享资源上的相關多媒體資源：伊戈爾·科羅博夫
| 官衔                   | 官衔                                            | 官衔                       |
| ---------------------- | ----------------------------------------------- | -------------------------- |
| 前任者： 伊戈尔·谢尔贡 | 俄羅斯情報總局局長 2016年2月2日－2018年11月22日 | 繼任者： 伊戈尔·科斯秋科夫 |